# NGC 6327
NGC 6327 је галаксија у сазвежђу Херкул која се налази на NGC листи објеката дубоког неба.
Деклинација објекта је + 43° 38' 56" а ректасцензија 17h 14m 2,2s. Привидна величина (магнитуда) објекта NGC 6327 износи 15,0 а фотографска магнитуда 16,0. NGC 6327 је још познат и под ознакама CGCG 225-74, PGC 59889.